# 黑海魮
黑海魮（学名：Luciobarbus caspius）为輻鰭魚綱鯉形目鲤科的其中一種。分布於裏海南部及西部流域，體長可達120公分，棲息在中底層半鹹水水域，可做為食用魚。